# Argentinsk menhaden
Argentinsk menhaden (Brevoortia pectinata) är en fiskart som först beskrevs av Leonard Jenyns 1842.  Argentinsk menhaden ingår i släktet Brevoortia och familjen sillfiskar. Inga underarter finns listade i Catalogue of Life.
Arten förekommer i västra Atlanten från södra Brasilien över Uruguay till norra Argentina. Den besöker havsvikar och flodernas mynning. Argentinsk menhaden dyker till ett djup av 25 meter. Den blir ungefär 30 cm lång.
Denna fisk fiskas som matfisk. Hela populationen anses vara stabil. IUCN listar arten som livskraftig (LC).